# أركا- نت
أركا-نت هي شبكة من المؤسسات الأوربية التي تحمي سلالات المواشي المهددة بالإنقراض أو النباتات المزروعة النادرة، وجعلها معروفة ومشهورة للعامة.  صممت أركا- نت لقطاع عريض من الجمهور وعلي شكل دليل ظاهري متاح علي الإنترنت في أي وقت. ويتم عرض مواصفات المؤسسات، إتجاهات الذهاب الي هناك، عروض ومعلومات عن سلالات الثروة الحيوانية المحمية والنباتات المزروعة، وتوزيعها، ووضع الخطورة، وتاريخها علي شبكة أركا-نت.

## الخلفية
ولقد اختفت بشكل كبير السلالات الحيوانية النادرة المهددة بالانقراض والنباتات القديمة من وحدات الإنتاج الزراعى. ولكنها لا تزال تعيش في مزارع السفن وحدائق المواشى ومتاحف الهواء الطلق وغيرها من المؤسسات. أركا-نت هي مجموعه فريدة من المؤسسات التي تحافظ على السلالات التقليدية في منطقتهم. وما يجعل هذه المؤسسات معروفة لبدأ وتفعيل الزيارات. وعلاوة علي ذلك، تقدم أركا-نت معلومات أساسية سهلة الفهم عن سلالات المواشي والتي تثير موضوع التنوع البيولوجي الزراعي.
وفي إطار عمل مركز أرك-ريسكيو" Ark-Rescue " لإحصاء السلالات النادرة والمهددة بالانقراض في أوروبا، قامت مؤسسة سيف" SAFE " بتطوير بوابة المعلومات أركا-نت. ولقد تم إدراج أكثر من 570 مؤسسة في 46 دولة أوروبية عام 2010  علي قائمة أركا-نت. توفر كافة هذه التسهيلات  إمكانية الوصول إلى الحيوانات والنباتات المزروعة مثل الفواكه والخضروات [1].
| نوع الموقع     | دليل السفر القديم للمواشى والنباتات النادرة |
| متوفر ب        | الإنجليزية والفرنسية والألمانية والايطالية  |
| اطلق           | 2005                                        |
| المالك         | مؤسسة SAFE                                  |
| الموقع         | www.arca-net.com                            |
| الحالة الحالية | متصل                                        |